# Matilda Kearns
Matilda Emily Kearns (Sydney, 2 de outubro de 2000) é uma jogadora de polo aquático australiana.

## Carreira
Nascida e criada em Sydney, Austrália, Tilly começou a jogar polo aquático pelo Sydney Northern Beaches Breakers aos 12 anos.
Ela frequentou a Queenwood School for Girls de 2006 a 2018, onde continuou a jogar pelo Sydney Northern Beaches Breakers. Ela se juntou ao 'Lions' da Universidade de Sydney jogando como centroavante, fazendo sua estreia pelo Australian Stingers em 2019 nas Finais da Liga Mundial da FINA.
Kearns foi um membro do time australiano Stingers que competiu nas Olimpíadas de Tóquio 2020. Ao terminar em segundo em seu grupo, as Aussie Stingers passaram para as quartas de final. Elas foram derrotados por 8 a 9 pela Rússia e, portanto, não competiram por uma medalha olímpica.
Nos Jogos Olímpicos de Verão de 2024, em Paris, conquistou a medalha de prata no torneio feminino do polo aquático, após confronto na final contra a equipe espanhola.